# Сварково
Сварково (укр. Сваркове) — село, Сварковский сельский совет,
Глуховский район, Сумская область, Украина.
Код КОАТУУ — 5921585701. Население по переписи 2001 года составляло 933 человека.
Является административным центром Сварковского сельского совета, в который не входят другие населённые пункты.

## Географическое положение
Село Сварково находится на правом берегу реки Клевень,
выше по течению примыкает село Заруцкое,
ниже по течению на расстоянии в 0,5 км расположено село Черневое,
на противоположном берегу — село Сосновка.
Село вытянуто вдоль русла реки на 7 км.
Рядом проходит автомобильная дорога E 38 (Т-2502).

## История
- На восточной околице села обнаружены остатки городища северян VIII-X вв.
- Село Сварково основано в 1630-х гг. шляхтичем О. Писочинским.
- 1848 год — в селе бывал Н. В. Гоголь.

## Экономика
- «Сварково», ООО.
- КСП «Украина».

## Объекты социальной сферы
- Школа.
- Клуб.

## Достопримечательности
- Братская могила советских воинов.

## Религия
- Церковь Святого Николая.

## Известные люди
- Маркович Александр Михайлович (1790—1865) — историк, фольклорист, этнограф, родился в селе Сварково.